# Ельм (остров)
Ельм (дат. Hjelm) — небольшой датский остров в проливе Каттегат, у берегов полуострова Дьюрсланд, к северо-востоку от Самсё, в 10 км к юго-востоку от порта Эбельтофт. Административно относится к коммуне Сюддюрс в области Центральная Ютландия.
На острове издавна находится маяк.
Приобрел известность после убийства короля Дании Эрика Клиппинга в 1286 году, как убежище цареубийцы Марска Стига. На Троицу 1287 года девять вельмож, в числе которых были Якоб, граф Северо-Халландский, и Марск Стиг, на заседании данехофа в Нюборге были признаны виновными в убийстве и изгнаны из страны. Марск Стиг построил на острове Ельм в 1290 году крепкий замок.
Летом 1999 года на острове были проведены археологические раскопки. Найдены следы спешно возведённых около 1290 года укреплений из дерева и земли. Вероятно 20 лет спустя они были сожжены. Археологические изыскания подтверждают, что Марск Стиг и другие изгнанники перешли на сторону норвежского короля, чтобы установить контроль над судоходством через Каттегат.